# Bánki Horváth Béla
Bánki Horváth Béla (Orosháza, 1920. december 20. – Szeged, 2019. november 8.) szenior világbajnok úszó, vízilabdázó.

## Élete
1938-ban ifjúsági bajnokságot nyert 100 m-es hátúszásban. 1939 és 1944 között a magyar úszó-válogatott tagja volt. 1944-ben és 1949-ben első osztályú vízilabdázó volt. 1996-ban indult először szenior világbajnokságon. 2015-ben a kazáni masters-világbajnokságon öt aranyérmet nyert. 200 háton világcsúcsot ért el (5:24.20). A 2017-es budapesti világbajnokságon a legidősebb versenyzőként indult.

## Díjai, kitüntetései
- Szeged Sportolója díj (2007)
- Szegedért Alapítvány Díja (2011, fődíj)
- A Magyar Érdemrend tisztikeresztje (2017, polgári tagozat)